# Lucien Tronchet
 (octobre 2024).
Lucien Tronchet (1902-1982) est un boulanger puis maçon, militant anarchiste et syndicaliste révolutionnaire suisse.
Figure emblématique du syndicalisme ouvrier à Genève, il s'engage dans l'action aux côtés des réfugiés italiens anti-fascistes et des libertaires espagnols lors de la guerre civile de 1936-1939.
Antimilitariste convaincu, il fait par deux fois, en 1920 et 1940, des séjours en prison pour « refus de servir » dans l'armée helvétique.

## Éléments biographiques

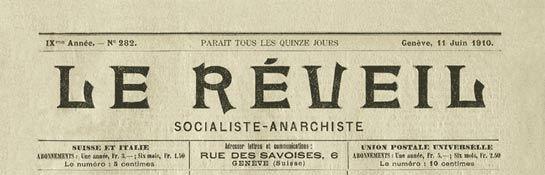
Le Réveil socialiste-anarchiste, 11 juin 1910.

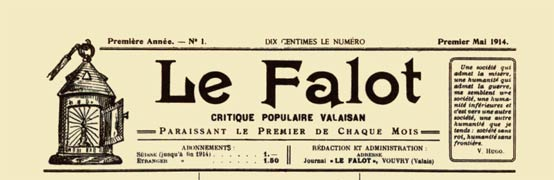
Le Falot, la manchette du premier numéro, en mai 1914.

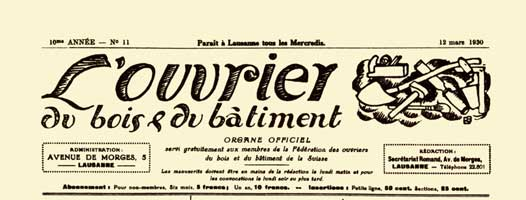
L'Ouvrier du bois et du bâtiment, 13 mars 1930.

Il commence à travailler, très jeune, comme apprenti boulanger-pâtissier à Granges (Soleure), avant de travailler dans le bâtiment à Genève.

### Syndicaliste révolutionnaire
En 1922, objecteur de conscience, il est condamné à 20 jours de détention. C'est à cette époque qu'il se lie avec Luigi Bertoni, une des figures majeures du mouvement libertaire en Suisse qui édite Le Réveil anarchiste, à Genève, de 1900 à 1946.
La même année, il fonde, avec cinq membres du groupe du journal Le Réveil anarchiste, le « Syndicat autonome des maçons et des manœuvres » de tendance syndicaliste révolutionnaire avant de rejoindre la Fédération des ouvriers du bois et du bâtiment (FOBB, membre de l’Union syndicale suisse), tout en restant membre du syndicat autonome.
Le 19 mai 1928 éclate une grève sauvage dans le bâtiment. Menée par Tronchet et Clovis-Abel Pignat, elle dure 15 jours, et les patrons cèdent sur la réduction du temps de travail, le minimum salarial, etc.
Dans les années 1930, il est l'un des responsables de la Ligue d'Action du Bâtiment pratiquant l'action directe contre les patrons.

### Antifasciste et antimilitariste
Pendant les années 1920, il soutient la résistance italienne antifasciste avec l'aide de son camarade Clovis-Abel Pignat, dont il écrira la biographie quelques années plus tard.
Lors de la fusillade du 9 novembre 1932 à Genève, l’armée tire sur une manifestation antifasciste : il y a 13 morts et 65 blessés. Pierre Tronchet (1913-1934), frère de Lucien, est blessé. Recherché pour avoir organisé cette manifestation non autorisée, il s’enfuit à Paris avec son frère, qu’il a libéré de l’hôpital avec un camarade. Le procès eut lieu le 15 mai 1933 : les deux frères, rentrés en Suisse, se présentent libres à l'audience. Le procès se conclut sur un non-lieu.
Le 6 mars 1940, lors de la mobilisation, il est à nouveau condamné comme « objecteur de raison » à 8 mois de prison et 5 ans de privation des droits civiques, et à trois mois de plus pour un tract accusant les juges de partialité et d’intérêts communs avec le patronat. Sorti de prison le 19 février 1941, il s’éloigne peu à peu du mouvement anarchiste, reprenant les rênes de la FOBB genevoise, organisant des grèves et des chantiers pour éviter la militarisation des chômeurs.

### Révolution espagnole
En août 1936, lors de la révolution sociale espagnole de 1936, il appuie les libertaires de la Confédération nationale du travail en diffusant des informations mais aussi par l'action en fondant le groupe « Adelante » qui fait parvenir des armes, de l’argent et des fournitures aux anarcho-syndicalistes espagnols.
En octobre 1936, il se rend en Espagne avec Luigi Bertoni.
En 1937, il contribue à la création de l’Office ibérique d’expansion économique (OIDEE), qui lie les collectivités agricoles d’Espagne avec les coopératives de consommation en Suisse. Il est aussi chargé par la Fédération syndicale internationale de fournir des machines outils à l’Espagne républicaine.
Après la guerre, il continue son travail de militant syndicaliste, se bat aussi pour le droit à l'avortement, l'antimilitarisme, la création de coopérative, etc. En 1978, il soutient les squatters de Genève.
En 1978, il fonde à Genève, le Collège du travail, « Fondation pour la mémoire et l'histoire du monde du travail »,

## Publications
- Avec Luigi Bertoni, Face à la guerre... devant le tribunal militaire de la Première Division, à Lausanne, le 16 mars 1940, Éditions Germinal, Genève, 1940.
- Un homme dans la Mêlée sociale. Louis Bertoni, pour son 70e anniversaire, Genève 1942.
- 1922-1942, 20e anniversaire de l’union FOBB, les batailles syndicalistes des bâtisseurs à Genève, Genève 1943.
- Cent ans de lutte des gars du bâtiment à Genève suivi de La semaine de cinq jours, Genève 1948.
- Les actions héroïques des gars du bâtiment, FOBB, Genève 1954.
- Clovis Pignat, une vocation syndicale internationale, Lausanne, Éditions du Grand-Pont, 1971, (BNF 34811297).
- Combats pour la dignité ouvrière, Genève, Grounauer, 1979.